# Peão envenenado
|   | a | b | c | d | e | f | g | h |   |
| 8 | a8 preto torre · b8 preto cavalo · c8 preto bispo · e8 preto rei · f8 preto bispo · h8 preto torre · b7 preto peão · f7 preto peão · g7 preto peão · h7 preto peão · a6 preto peão · d6 preto peão · e6 preto peão · f6 preto cavalo · g5 branco bispo · d4 branco cavalo · e4 branco peão · f4 branco peão · c3 branco cavalo · a2 branco peão · b2 preto rainha · c2 branco peão · d2 branco rainha · g2 branco peão · h2 branco peão · a1 branco torre · e1 branco rei · f1 branco bispo · h1 branco torre | a8 preto torre · b8 preto cavalo · c8 preto bispo · e8 preto rei · f8 preto bispo · h8 preto torre · b7 preto peão · f7 preto peão · g7 preto peão · h7 preto peão · a6 preto peão · d6 preto peão · e6 preto peão · f6 preto cavalo · g5 branco bispo · d4 branco cavalo · e4 branco peão · f4 branco peão · c3 branco cavalo · a2 branco peão · b2 preto rainha · c2 branco peão · d2 branco rainha · g2 branco peão · h2 branco peão · a1 branco torre · e1 branco rei · f1 branco bispo · h1 branco torre | a8 preto torre · b8 preto cavalo · c8 preto bispo · e8 preto rei · f8 preto bispo · h8 preto torre · b7 preto peão · f7 preto peão · g7 preto peão · h7 preto peão · a6 preto peão · d6 preto peão · e6 preto peão · f6 preto cavalo · g5 branco bispo · d4 branco cavalo · e4 branco peão · f4 branco peão · c3 branco cavalo · a2 branco peão · b2 preto rainha · c2 branco peão · d2 branco rainha · g2 branco peão · h2 branco peão · a1 branco torre · e1 branco rei · f1 branco bispo · h1 branco torre | a8 preto torre · b8 preto cavalo · c8 preto bispo · e8 preto rei · f8 preto bispo · h8 preto torre · b7 preto peão · f7 preto peão · g7 preto peão · h7 preto peão · a6 preto peão · d6 preto peão · e6 preto peão · f6 preto cavalo · g5 branco bispo · d4 branco cavalo · e4 branco peão · f4 branco peão · c3 branco cavalo · a2 branco peão · b2 preto rainha · c2 branco peão · d2 branco rainha · g2 branco peão · h2 branco peão · a1 branco torre · e1 branco rei · f1 branco bispo · h1 branco torre | a8 preto torre · b8 preto cavalo · c8 preto bispo · e8 preto rei · f8 preto bispo · h8 preto torre · b7 preto peão · f7 preto peão · g7 preto peão · h7 preto peão · a6 preto peão · d6 preto peão · e6 preto peão · f6 preto cavalo · g5 branco bispo · d4 branco cavalo · e4 branco peão · f4 branco peão · c3 branco cavalo · a2 branco peão · b2 preto rainha · c2 branco peão · d2 branco rainha · g2 branco peão · h2 branco peão · a1 branco torre · e1 branco rei · f1 branco bispo · h1 branco torre | a8 preto torre · b8 preto cavalo · c8 preto bispo · e8 preto rei · f8 preto bispo · h8 preto torre · b7 preto peão · f7 preto peão · g7 preto peão · h7 preto peão · a6 preto peão · d6 preto peão · e6 preto peão · f6 preto cavalo · g5 branco bispo · d4 branco cavalo · e4 branco peão · f4 branco peão · c3 branco cavalo · a2 branco peão · b2 preto rainha · c2 branco peão · d2 branco rainha · g2 branco peão · h2 branco peão · a1 branco torre · e1 branco rei · f1 branco bispo · h1 branco torre | a8 preto torre · b8 preto cavalo · c8 preto bispo · e8 preto rei · f8 preto bispo · h8 preto torre · b7 preto peão · f7 preto peão · g7 preto peão · h7 preto peão · a6 preto peão · d6 preto peão · e6 preto peão · f6 preto cavalo · g5 branco bispo · d4 branco cavalo · e4 branco peão · f4 branco peão · c3 branco cavalo · a2 branco peão · b2 preto rainha · c2 branco peão · d2 branco rainha · g2 branco peão · h2 branco peão · a1 branco torre · e1 branco rei · f1 branco bispo · h1 branco torre | a8 preto torre · b8 preto cavalo · c8 preto bispo · e8 preto rei · f8 preto bispo · h8 preto torre · b7 preto peão · f7 preto peão · g7 preto peão · h7 preto peão · a6 preto peão · d6 preto peão · e6 preto peão · f6 preto cavalo · g5 branco bispo · d4 branco cavalo · e4 branco peão · f4 branco peão · c3 branco cavalo · a2 branco peão · b2 preto rainha · c2 branco peão · d2 branco rainha · g2 branco peão · h2 branco peão · a1 branco torre · e1 branco rei · f1 branco bispo · h1 branco torre | 8 |
| 7 | a8 preto torre · b8 preto cavalo · c8 preto bispo · e8 preto rei · f8 preto bispo · h8 preto torre · b7 preto peão · f7 preto peão · g7 preto peão · h7 preto peão · a6 preto peão · d6 preto peão · e6 preto peão · f6 preto cavalo · g5 branco bispo · d4 branco cavalo · e4 branco peão · f4 branco peão · c3 branco cavalo · a2 branco peão · b2 preto rainha · c2 branco peão · d2 branco rainha · g2 branco peão · h2 branco peão · a1 branco torre · e1 branco rei · f1 branco bispo · h1 branco torre | a8 preto torre · b8 preto cavalo · c8 preto bispo · e8 preto rei · f8 preto bispo · h8 preto torre · b7 preto peão · f7 preto peão · g7 preto peão · h7 preto peão · a6 preto peão · d6 preto peão · e6 preto peão · f6 preto cavalo · g5 branco bispo · d4 branco cavalo · e4 branco peão · f4 branco peão · c3 branco cavalo · a2 branco peão · b2 preto rainha · c2 branco peão · d2 branco rainha · g2 branco peão · h2 branco peão · a1 branco torre · e1 branco rei · f1 branco bispo · h1 branco torre | a8 preto torre · b8 preto cavalo · c8 preto bispo · e8 preto rei · f8 preto bispo · h8 preto torre · b7 preto peão · f7 preto peão · g7 preto peão · h7 preto peão · a6 preto peão · d6 preto peão · e6 preto peão · f6 preto cavalo · g5 branco bispo · d4 branco cavalo · e4 branco peão · f4 branco peão · c3 branco cavalo · a2 branco peão · b2 preto rainha · c2 branco peão · d2 branco rainha · g2 branco peão · h2 branco peão · a1 branco torre · e1 branco rei · f1 branco bispo · h1 branco torre | a8 preto torre · b8 preto cavalo · c8 preto bispo · e8 preto rei · f8 preto bispo · h8 preto torre · b7 preto peão · f7 preto peão · g7 preto peão · h7 preto peão · a6 preto peão · d6 preto peão · e6 preto peão · f6 preto cavalo · g5 branco bispo · d4 branco cavalo · e4 branco peão · f4 branco peão · c3 branco cavalo · a2 branco peão · b2 preto rainha · c2 branco peão · d2 branco rainha · g2 branco peão · h2 branco peão · a1 branco torre · e1 branco rei · f1 branco bispo · h1 branco torre | a8 preto torre · b8 preto cavalo · c8 preto bispo · e8 preto rei · f8 preto bispo · h8 preto torre · b7 preto peão · f7 preto peão · g7 preto peão · h7 preto peão · a6 preto peão · d6 preto peão · e6 preto peão · f6 preto cavalo · g5 branco bispo · d4 branco cavalo · e4 branco peão · f4 branco peão · c3 branco cavalo · a2 branco peão · b2 preto rainha · c2 branco peão · d2 branco rainha · g2 branco peão · h2 branco peão · a1 branco torre · e1 branco rei · f1 branco bispo · h1 branco torre | a8 preto torre · b8 preto cavalo · c8 preto bispo · e8 preto rei · f8 preto bispo · h8 preto torre · b7 preto peão · f7 preto peão · g7 preto peão · h7 preto peão · a6 preto peão · d6 preto peão · e6 preto peão · f6 preto cavalo · g5 branco bispo · d4 branco cavalo · e4 branco peão · f4 branco peão · c3 branco cavalo · a2 branco peão · b2 preto rainha · c2 branco peão · d2 branco rainha · g2 branco peão · h2 branco peão · a1 branco torre · e1 branco rei · f1 branco bispo · h1 branco torre | a8 preto torre · b8 preto cavalo · c8 preto bispo · e8 preto rei · f8 preto bispo · h8 preto torre · b7 preto peão · f7 preto peão · g7 preto peão · h7 preto peão · a6 preto peão · d6 preto peão · e6 preto peão · f6 preto cavalo · g5 branco bispo · d4 branco cavalo · e4 branco peão · f4 branco peão · c3 branco cavalo · a2 branco peão · b2 preto rainha · c2 branco peão · d2 branco rainha · g2 branco peão · h2 branco peão · a1 branco torre · e1 branco rei · f1 branco bispo · h1 branco torre | a8 preto torre · b8 preto cavalo · c8 preto bispo · e8 preto rei · f8 preto bispo · h8 preto torre · b7 preto peão · f7 preto peão · g7 preto peão · h7 preto peão · a6 preto peão · d6 preto peão · e6 preto peão · f6 preto cavalo · g5 branco bispo · d4 branco cavalo · e4 branco peão · f4 branco peão · c3 branco cavalo · a2 branco peão · b2 preto rainha · c2 branco peão · d2 branco rainha · g2 branco peão · h2 branco peão · a1 branco torre · e1 branco rei · f1 branco bispo · h1 branco torre | 7 |
| 6 | a8 preto torre · b8 preto cavalo · c8 preto bispo · e8 preto rei · f8 preto bispo · h8 preto torre · b7 preto peão · f7 preto peão · g7 preto peão · h7 preto peão · a6 preto peão · d6 preto peão · e6 preto peão · f6 preto cavalo · g5 branco bispo · d4 branco cavalo · e4 branco peão · f4 branco peão · c3 branco cavalo · a2 branco peão · b2 preto rainha · c2 branco peão · d2 branco rainha · g2 branco peão · h2 branco peão · a1 branco torre · e1 branco rei · f1 branco bispo · h1 branco torre | a8 preto torre · b8 preto cavalo · c8 preto bispo · e8 preto rei · f8 preto bispo · h8 preto torre · b7 preto peão · f7 preto peão · g7 preto peão · h7 preto peão · a6 preto peão · d6 preto peão · e6 preto peão · f6 preto cavalo · g5 branco bispo · d4 branco cavalo · e4 branco peão · f4 branco peão · c3 branco cavalo · a2 branco peão · b2 preto rainha · c2 branco peão · d2 branco rainha · g2 branco peão · h2 branco peão · a1 branco torre · e1 branco rei · f1 branco bispo · h1 branco torre | a8 preto torre · b8 preto cavalo · c8 preto bispo · e8 preto rei · f8 preto bispo · h8 preto torre · b7 preto peão · f7 preto peão · g7 preto peão · h7 preto peão · a6 preto peão · d6 preto peão · e6 preto peão · f6 preto cavalo · g5 branco bispo · d4 branco cavalo · e4 branco peão · f4 branco peão · c3 branco cavalo · a2 branco peão · b2 preto rainha · c2 branco peão · d2 branco rainha · g2 branco peão · h2 branco peão · a1 branco torre · e1 branco rei · f1 branco bispo · h1 branco torre | a8 preto torre · b8 preto cavalo · c8 preto bispo · e8 preto rei · f8 preto bispo · h8 preto torre · b7 preto peão · f7 preto peão · g7 preto peão · h7 preto peão · a6 preto peão · d6 preto peão · e6 preto peão · f6 preto cavalo · g5 branco bispo · d4 branco cavalo · e4 branco peão · f4 branco peão · c3 branco cavalo · a2 branco peão · b2 preto rainha · c2 branco peão · d2 branco rainha · g2 branco peão · h2 branco peão · a1 branco torre · e1 branco rei · f1 branco bispo · h1 branco torre | a8 preto torre · b8 preto cavalo · c8 preto bispo · e8 preto rei · f8 preto bispo · h8 preto torre · b7 preto peão · f7 preto peão · g7 preto peão · h7 preto peão · a6 preto peão · d6 preto peão · e6 preto peão · f6 preto cavalo · g5 branco bispo · d4 branco cavalo · e4 branco peão · f4 branco peão · c3 branco cavalo · a2 branco peão · b2 preto rainha · c2 branco peão · d2 branco rainha · g2 branco peão · h2 branco peão · a1 branco torre · e1 branco rei · f1 branco bispo · h1 branco torre | a8 preto torre · b8 preto cavalo · c8 preto bispo · e8 preto rei · f8 preto bispo · h8 preto torre · b7 preto peão · f7 preto peão · g7 preto peão · h7 preto peão · a6 preto peão · d6 preto peão · e6 preto peão · f6 preto cavalo · g5 branco bispo · d4 branco cavalo · e4 branco peão · f4 branco peão · c3 branco cavalo · a2 branco peão · b2 preto rainha · c2 branco peão · d2 branco rainha · g2 branco peão · h2 branco peão · a1 branco torre · e1 branco rei · f1 branco bispo · h1 branco torre | a8 preto torre · b8 preto cavalo · c8 preto bispo · e8 preto rei · f8 preto bispo · h8 preto torre · b7 preto peão · f7 preto peão · g7 preto peão · h7 preto peão · a6 preto peão · d6 preto peão · e6 preto peão · f6 preto cavalo · g5 branco bispo · d4 branco cavalo · e4 branco peão · f4 branco peão · c3 branco cavalo · a2 branco peão · b2 preto rainha · c2 branco peão · d2 branco rainha · g2 branco peão · h2 branco peão · a1 branco torre · e1 branco rei · f1 branco bispo · h1 branco torre | a8 preto torre · b8 preto cavalo · c8 preto bispo · e8 preto rei · f8 preto bispo · h8 preto torre · b7 preto peão · f7 preto peão · g7 preto peão · h7 preto peão · a6 preto peão · d6 preto peão · e6 preto peão · f6 preto cavalo · g5 branco bispo · d4 branco cavalo · e4 branco peão · f4 branco peão · c3 branco cavalo · a2 branco peão · b2 preto rainha · c2 branco peão · d2 branco rainha · g2 branco peão · h2 branco peão · a1 branco torre · e1 branco rei · f1 branco bispo · h1 branco torre | 6 |
| 5 | a8 preto torre · b8 preto cavalo · c8 preto bispo · e8 preto rei · f8 preto bispo · h8 preto torre · b7 preto peão · f7 preto peão · g7 preto peão · h7 preto peão · a6 preto peão · d6 preto peão · e6 preto peão · f6 preto cavalo · g5 branco bispo · d4 branco cavalo · e4 branco peão · f4 branco peão · c3 branco cavalo · a2 branco peão · b2 preto rainha · c2 branco peão · d2 branco rainha · g2 branco peão · h2 branco peão · a1 branco torre · e1 branco rei · f1 branco bispo · h1 branco torre | a8 preto torre · b8 preto cavalo · c8 preto bispo · e8 preto rei · f8 preto bispo · h8 preto torre · b7 preto peão · f7 preto peão · g7 preto peão · h7 preto peão · a6 preto peão · d6 preto peão · e6 preto peão · f6 preto cavalo · g5 branco bispo · d4 branco cavalo · e4 branco peão · f4 branco peão · c3 branco cavalo · a2 branco peão · b2 preto rainha · c2 branco peão · d2 branco rainha · g2 branco peão · h2 branco peão · a1 branco torre · e1 branco rei · f1 branco bispo · h1 branco torre | a8 preto torre · b8 preto cavalo · c8 preto bispo · e8 preto rei · f8 preto bispo · h8 preto torre · b7 preto peão · f7 preto peão · g7 preto peão · h7 preto peão · a6 preto peão · d6 preto peão · e6 preto peão · f6 preto cavalo · g5 branco bispo · d4 branco cavalo · e4 branco peão · f4 branco peão · c3 branco cavalo · a2 branco peão · b2 preto rainha · c2 branco peão · d2 branco rainha · g2 branco peão · h2 branco peão · a1 branco torre · e1 branco rei · f1 branco bispo · h1 branco torre | a8 preto torre · b8 preto cavalo · c8 preto bispo · e8 preto rei · f8 preto bispo · h8 preto torre · b7 preto peão · f7 preto peão · g7 preto peão · h7 preto peão · a6 preto peão · d6 preto peão · e6 preto peão · f6 preto cavalo · g5 branco bispo · d4 branco cavalo · e4 branco peão · f4 branco peão · c3 branco cavalo · a2 branco peão · b2 preto rainha · c2 branco peão · d2 branco rainha · g2 branco peão · h2 branco peão · a1 branco torre · e1 branco rei · f1 branco bispo · h1 branco torre | a8 preto torre · b8 preto cavalo · c8 preto bispo · e8 preto rei · f8 preto bispo · h8 preto torre · b7 preto peão · f7 preto peão · g7 preto peão · h7 preto peão · a6 preto peão · d6 preto peão · e6 preto peão · f6 preto cavalo · g5 branco bispo · d4 branco cavalo · e4 branco peão · f4 branco peão · c3 branco cavalo · a2 branco peão · b2 preto rainha · c2 branco peão · d2 branco rainha · g2 branco peão · h2 branco peão · a1 branco torre · e1 branco rei · f1 branco bispo · h1 branco torre | a8 preto torre · b8 preto cavalo · c8 preto bispo · e8 preto rei · f8 preto bispo · h8 preto torre · b7 preto peão · f7 preto peão · g7 preto peão · h7 preto peão · a6 preto peão · d6 preto peão · e6 preto peão · f6 preto cavalo · g5 branco bispo · d4 branco cavalo · e4 branco peão · f4 branco peão · c3 branco cavalo · a2 branco peão · b2 preto rainha · c2 branco peão · d2 branco rainha · g2 branco peão · h2 branco peão · a1 branco torre · e1 branco rei · f1 branco bispo · h1 branco torre | a8 preto torre · b8 preto cavalo · c8 preto bispo · e8 preto rei · f8 preto bispo · h8 preto torre · b7 preto peão · f7 preto peão · g7 preto peão · h7 preto peão · a6 preto peão · d6 preto peão · e6 preto peão · f6 preto cavalo · g5 branco bispo · d4 branco cavalo · e4 branco peão · f4 branco peão · c3 branco cavalo · a2 branco peão · b2 preto rainha · c2 branco peão · d2 branco rainha · g2 branco peão · h2 branco peão · a1 branco torre · e1 branco rei · f1 branco bispo · h1 branco torre | a8 preto torre · b8 preto cavalo · c8 preto bispo · e8 preto rei · f8 preto bispo · h8 preto torre · b7 preto peão · f7 preto peão · g7 preto peão · h7 preto peão · a6 preto peão · d6 preto peão · e6 preto peão · f6 preto cavalo · g5 branco bispo · d4 branco cavalo · e4 branco peão · f4 branco peão · c3 branco cavalo · a2 branco peão · b2 preto rainha · c2 branco peão · d2 branco rainha · g2 branco peão · h2 branco peão · a1 branco torre · e1 branco rei · f1 branco bispo · h1 branco torre | 5 |
| 4 | a8 preto torre · b8 preto cavalo · c8 preto bispo · e8 preto rei · f8 preto bispo · h8 preto torre · b7 preto peão · f7 preto peão · g7 preto peão · h7 preto peão · a6 preto peão · d6 preto peão · e6 preto peão · f6 preto cavalo · g5 branco bispo · d4 branco cavalo · e4 branco peão · f4 branco peão · c3 branco cavalo · a2 branco peão · b2 preto rainha · c2 branco peão · d2 branco rainha · g2 branco peão · h2 branco peão · a1 branco torre · e1 branco rei · f1 branco bispo · h1 branco torre | a8 preto torre · b8 preto cavalo · c8 preto bispo · e8 preto rei · f8 preto bispo · h8 preto torre · b7 preto peão · f7 preto peão · g7 preto peão · h7 preto peão · a6 preto peão · d6 preto peão · e6 preto peão · f6 preto cavalo · g5 branco bispo · d4 branco cavalo · e4 branco peão · f4 branco peão · c3 branco cavalo · a2 branco peão · b2 preto rainha · c2 branco peão · d2 branco rainha · g2 branco peão · h2 branco peão · a1 branco torre · e1 branco rei · f1 branco bispo · h1 branco torre | a8 preto torre · b8 preto cavalo · c8 preto bispo · e8 preto rei · f8 preto bispo · h8 preto torre · b7 preto peão · f7 preto peão · g7 preto peão · h7 preto peão · a6 preto peão · d6 preto peão · e6 preto peão · f6 preto cavalo · g5 branco bispo · d4 branco cavalo · e4 branco peão · f4 branco peão · c3 branco cavalo · a2 branco peão · b2 preto rainha · c2 branco peão · d2 branco rainha · g2 branco peão · h2 branco peão · a1 branco torre · e1 branco rei · f1 branco bispo · h1 branco torre | a8 preto torre · b8 preto cavalo · c8 preto bispo · e8 preto rei · f8 preto bispo · h8 preto torre · b7 preto peão · f7 preto peão · g7 preto peão · h7 preto peão · a6 preto peão · d6 preto peão · e6 preto peão · f6 preto cavalo · g5 branco bispo · d4 branco cavalo · e4 branco peão · f4 branco peão · c3 branco cavalo · a2 branco peão · b2 preto rainha · c2 branco peão · d2 branco rainha · g2 branco peão · h2 branco peão · a1 branco torre · e1 branco rei · f1 branco bispo · h1 branco torre | a8 preto torre · b8 preto cavalo · c8 preto bispo · e8 preto rei · f8 preto bispo · h8 preto torre · b7 preto peão · f7 preto peão · g7 preto peão · h7 preto peão · a6 preto peão · d6 preto peão · e6 preto peão · f6 preto cavalo · g5 branco bispo · d4 branco cavalo · e4 branco peão · f4 branco peão · c3 branco cavalo · a2 branco peão · b2 preto rainha · c2 branco peão · d2 branco rainha · g2 branco peão · h2 branco peão · a1 branco torre · e1 branco rei · f1 branco bispo · h1 branco torre | a8 preto torre · b8 preto cavalo · c8 preto bispo · e8 preto rei · f8 preto bispo · h8 preto torre · b7 preto peão · f7 preto peão · g7 preto peão · h7 preto peão · a6 preto peão · d6 preto peão · e6 preto peão · f6 preto cavalo · g5 branco bispo · d4 branco cavalo · e4 branco peão · f4 branco peão · c3 branco cavalo · a2 branco peão · b2 preto rainha · c2 branco peão · d2 branco rainha · g2 branco peão · h2 branco peão · a1 branco torre · e1 branco rei · f1 branco bispo · h1 branco torre | a8 preto torre · b8 preto cavalo · c8 preto bispo · e8 preto rei · f8 preto bispo · h8 preto torre · b7 preto peão · f7 preto peão · g7 preto peão · h7 preto peão · a6 preto peão · d6 preto peão · e6 preto peão · f6 preto cavalo · g5 branco bispo · d4 branco cavalo · e4 branco peão · f4 branco peão · c3 branco cavalo · a2 branco peão · b2 preto rainha · c2 branco peão · d2 branco rainha · g2 branco peão · h2 branco peão · a1 branco torre · e1 branco rei · f1 branco bispo · h1 branco torre | a8 preto torre · b8 preto cavalo · c8 preto bispo · e8 preto rei · f8 preto bispo · h8 preto torre · b7 preto peão · f7 preto peão · g7 preto peão · h7 preto peão · a6 preto peão · d6 preto peão · e6 preto peão · f6 preto cavalo · g5 branco bispo · d4 branco cavalo · e4 branco peão · f4 branco peão · c3 branco cavalo · a2 branco peão · b2 preto rainha · c2 branco peão · d2 branco rainha · g2 branco peão · h2 branco peão · a1 branco torre · e1 branco rei · f1 branco bispo · h1 branco torre | 4 |
| 3 | a8 preto torre · b8 preto cavalo · c8 preto bispo · e8 preto rei · f8 preto bispo · h8 preto torre · b7 preto peão · f7 preto peão · g7 preto peão · h7 preto peão · a6 preto peão · d6 preto peão · e6 preto peão · f6 preto cavalo · g5 branco bispo · d4 branco cavalo · e4 branco peão · f4 branco peão · c3 branco cavalo · a2 branco peão · b2 preto rainha · c2 branco peão · d2 branco rainha · g2 branco peão · h2 branco peão · a1 branco torre · e1 branco rei · f1 branco bispo · h1 branco torre | a8 preto torre · b8 preto cavalo · c8 preto bispo · e8 preto rei · f8 preto bispo · h8 preto torre · b7 preto peão · f7 preto peão · g7 preto peão · h7 preto peão · a6 preto peão · d6 preto peão · e6 preto peão · f6 preto cavalo · g5 branco bispo · d4 branco cavalo · e4 branco peão · f4 branco peão · c3 branco cavalo · a2 branco peão · b2 preto rainha · c2 branco peão · d2 branco rainha · g2 branco peão · h2 branco peão · a1 branco torre · e1 branco rei · f1 branco bispo · h1 branco torre | a8 preto torre · b8 preto cavalo · c8 preto bispo · e8 preto rei · f8 preto bispo · h8 preto torre · b7 preto peão · f7 preto peão · g7 preto peão · h7 preto peão · a6 preto peão · d6 preto peão · e6 preto peão · f6 preto cavalo · g5 branco bispo · d4 branco cavalo · e4 branco peão · f4 branco peão · c3 branco cavalo · a2 branco peão · b2 preto rainha · c2 branco peão · d2 branco rainha · g2 branco peão · h2 branco peão · a1 branco torre · e1 branco rei · f1 branco bispo · h1 branco torre | a8 preto torre · b8 preto cavalo · c8 preto bispo · e8 preto rei · f8 preto bispo · h8 preto torre · b7 preto peão · f7 preto peão · g7 preto peão · h7 preto peão · a6 preto peão · d6 preto peão · e6 preto peão · f6 preto cavalo · g5 branco bispo · d4 branco cavalo · e4 branco peão · f4 branco peão · c3 branco cavalo · a2 branco peão · b2 preto rainha · c2 branco peão · d2 branco rainha · g2 branco peão · h2 branco peão · a1 branco torre · e1 branco rei · f1 branco bispo · h1 branco torre | a8 preto torre · b8 preto cavalo · c8 preto bispo · e8 preto rei · f8 preto bispo · h8 preto torre · b7 preto peão · f7 preto peão · g7 preto peão · h7 preto peão · a6 preto peão · d6 preto peão · e6 preto peão · f6 preto cavalo · g5 branco bispo · d4 branco cavalo · e4 branco peão · f4 branco peão · c3 branco cavalo · a2 branco peão · b2 preto rainha · c2 branco peão · d2 branco rainha · g2 branco peão · h2 branco peão · a1 branco torre · e1 branco rei · f1 branco bispo · h1 branco torre | a8 preto torre · b8 preto cavalo · c8 preto bispo · e8 preto rei · f8 preto bispo · h8 preto torre · b7 preto peão · f7 preto peão · g7 preto peão · h7 preto peão · a6 preto peão · d6 preto peão · e6 preto peão · f6 preto cavalo · g5 branco bispo · d4 branco cavalo · e4 branco peão · f4 branco peão · c3 branco cavalo · a2 branco peão · b2 preto rainha · c2 branco peão · d2 branco rainha · g2 branco peão · h2 branco peão · a1 branco torre · e1 branco rei · f1 branco bispo · h1 branco torre | a8 preto torre · b8 preto cavalo · c8 preto bispo · e8 preto rei · f8 preto bispo · h8 preto torre · b7 preto peão · f7 preto peão · g7 preto peão · h7 preto peão · a6 preto peão · d6 preto peão · e6 preto peão · f6 preto cavalo · g5 branco bispo · d4 branco cavalo · e4 branco peão · f4 branco peão · c3 branco cavalo · a2 branco peão · b2 preto rainha · c2 branco peão · d2 branco rainha · g2 branco peão · h2 branco peão · a1 branco torre · e1 branco rei · f1 branco bispo · h1 branco torre | a8 preto torre · b8 preto cavalo · c8 preto bispo · e8 preto rei · f8 preto bispo · h8 preto torre · b7 preto peão · f7 preto peão · g7 preto peão · h7 preto peão · a6 preto peão · d6 preto peão · e6 preto peão · f6 preto cavalo · g5 branco bispo · d4 branco cavalo · e4 branco peão · f4 branco peão · c3 branco cavalo · a2 branco peão · b2 preto rainha · c2 branco peão · d2 branco rainha · g2 branco peão · h2 branco peão · a1 branco torre · e1 branco rei · f1 branco bispo · h1 branco torre | 3 |
| 2 | a8 preto torre · b8 preto cavalo · c8 preto bispo · e8 preto rei · f8 preto bispo · h8 preto torre · b7 preto peão · f7 preto peão · g7 preto peão · h7 preto peão · a6 preto peão · d6 preto peão · e6 preto peão · f6 preto cavalo · g5 branco bispo · d4 branco cavalo · e4 branco peão · f4 branco peão · c3 branco cavalo · a2 branco peão · b2 preto rainha · c2 branco peão · d2 branco rainha · g2 branco peão · h2 branco peão · a1 branco torre · e1 branco rei · f1 branco bispo · h1 branco torre | a8 preto torre · b8 preto cavalo · c8 preto bispo · e8 preto rei · f8 preto bispo · h8 preto torre · b7 preto peão · f7 preto peão · g7 preto peão · h7 preto peão · a6 preto peão · d6 preto peão · e6 preto peão · f6 preto cavalo · g5 branco bispo · d4 branco cavalo · e4 branco peão · f4 branco peão · c3 branco cavalo · a2 branco peão · b2 preto rainha · c2 branco peão · d2 branco rainha · g2 branco peão · h2 branco peão · a1 branco torre · e1 branco rei · f1 branco bispo · h1 branco torre | a8 preto torre · b8 preto cavalo · c8 preto bispo · e8 preto rei · f8 preto bispo · h8 preto torre · b7 preto peão · f7 preto peão · g7 preto peão · h7 preto peão · a6 preto peão · d6 preto peão · e6 preto peão · f6 preto cavalo · g5 branco bispo · d4 branco cavalo · e4 branco peão · f4 branco peão · c3 branco cavalo · a2 branco peão · b2 preto rainha · c2 branco peão · d2 branco rainha · g2 branco peão · h2 branco peão · a1 branco torre · e1 branco rei · f1 branco bispo · h1 branco torre | a8 preto torre · b8 preto cavalo · c8 preto bispo · e8 preto rei · f8 preto bispo · h8 preto torre · b7 preto peão · f7 preto peão · g7 preto peão · h7 preto peão · a6 preto peão · d6 preto peão · e6 preto peão · f6 preto cavalo · g5 branco bispo · d4 branco cavalo · e4 branco peão · f4 branco peão · c3 branco cavalo · a2 branco peão · b2 preto rainha · c2 branco peão · d2 branco rainha · g2 branco peão · h2 branco peão · a1 branco torre · e1 branco rei · f1 branco bispo · h1 branco torre | a8 preto torre · b8 preto cavalo · c8 preto bispo · e8 preto rei · f8 preto bispo · h8 preto torre · b7 preto peão · f7 preto peão · g7 preto peão · h7 preto peão · a6 preto peão · d6 preto peão · e6 preto peão · f6 preto cavalo · g5 branco bispo · d4 branco cavalo · e4 branco peão · f4 branco peão · c3 branco cavalo · a2 branco peão · b2 preto rainha · c2 branco peão · d2 branco rainha · g2 branco peão · h2 branco peão · a1 branco torre · e1 branco rei · f1 branco bispo · h1 branco torre | a8 preto torre · b8 preto cavalo · c8 preto bispo · e8 preto rei · f8 preto bispo · h8 preto torre · b7 preto peão · f7 preto peão · g7 preto peão · h7 preto peão · a6 preto peão · d6 preto peão · e6 preto peão · f6 preto cavalo · g5 branco bispo · d4 branco cavalo · e4 branco peão · f4 branco peão · c3 branco cavalo · a2 branco peão · b2 preto rainha · c2 branco peão · d2 branco rainha · g2 branco peão · h2 branco peão · a1 branco torre · e1 branco rei · f1 branco bispo · h1 branco torre | a8 preto torre · b8 preto cavalo · c8 preto bispo · e8 preto rei · f8 preto bispo · h8 preto torre · b7 preto peão · f7 preto peão · g7 preto peão · h7 preto peão · a6 preto peão · d6 preto peão · e6 preto peão · f6 preto cavalo · g5 branco bispo · d4 branco cavalo · e4 branco peão · f4 branco peão · c3 branco cavalo · a2 branco peão · b2 preto rainha · c2 branco peão · d2 branco rainha · g2 branco peão · h2 branco peão · a1 branco torre · e1 branco rei · f1 branco bispo · h1 branco torre | a8 preto torre · b8 preto cavalo · c8 preto bispo · e8 preto rei · f8 preto bispo · h8 preto torre · b7 preto peão · f7 preto peão · g7 preto peão · h7 preto peão · a6 preto peão · d6 preto peão · e6 preto peão · f6 preto cavalo · g5 branco bispo · d4 branco cavalo · e4 branco peão · f4 branco peão · c3 branco cavalo · a2 branco peão · b2 preto rainha · c2 branco peão · d2 branco rainha · g2 branco peão · h2 branco peão · a1 branco torre · e1 branco rei · f1 branco bispo · h1 branco torre | 2 |
| 1 | a8 preto torre · b8 preto cavalo · c8 preto bispo · e8 preto rei · f8 preto bispo · h8 preto torre · b7 preto peão · f7 preto peão · g7 preto peão · h7 preto peão · a6 preto peão · d6 preto peão · e6 preto peão · f6 preto cavalo · g5 branco bispo · d4 branco cavalo · e4 branco peão · f4 branco peão · c3 branco cavalo · a2 branco peão · b2 preto rainha · c2 branco peão · d2 branco rainha · g2 branco peão · h2 branco peão · a1 branco torre · e1 branco rei · f1 branco bispo · h1 branco torre | a8 preto torre · b8 preto cavalo · c8 preto bispo · e8 preto rei · f8 preto bispo · h8 preto torre · b7 preto peão · f7 preto peão · g7 preto peão · h7 preto peão · a6 preto peão · d6 preto peão · e6 preto peão · f6 preto cavalo · g5 branco bispo · d4 branco cavalo · e4 branco peão · f4 branco peão · c3 branco cavalo · a2 branco peão · b2 preto rainha · c2 branco peão · d2 branco rainha · g2 branco peão · h2 branco peão · a1 branco torre · e1 branco rei · f1 branco bispo · h1 branco torre | a8 preto torre · b8 preto cavalo · c8 preto bispo · e8 preto rei · f8 preto bispo · h8 preto torre · b7 preto peão · f7 preto peão · g7 preto peão · h7 preto peão · a6 preto peão · d6 preto peão · e6 preto peão · f6 preto cavalo · g5 branco bispo · d4 branco cavalo · e4 branco peão · f4 branco peão · c3 branco cavalo · a2 branco peão · b2 preto rainha · c2 branco peão · d2 branco rainha · g2 branco peão · h2 branco peão · a1 branco torre · e1 branco rei · f1 branco bispo · h1 branco torre | a8 preto torre · b8 preto cavalo · c8 preto bispo · e8 preto rei · f8 preto bispo · h8 preto torre · b7 preto peão · f7 preto peão · g7 preto peão · h7 preto peão · a6 preto peão · d6 preto peão · e6 preto peão · f6 preto cavalo · g5 branco bispo · d4 branco cavalo · e4 branco peão · f4 branco peão · c3 branco cavalo · a2 branco peão · b2 preto rainha · c2 branco peão · d2 branco rainha · g2 branco peão · h2 branco peão · a1 branco torre · e1 branco rei · f1 branco bispo · h1 branco torre | a8 preto torre · b8 preto cavalo · c8 preto bispo · e8 preto rei · f8 preto bispo · h8 preto torre · b7 preto peão · f7 preto peão · g7 preto peão · h7 preto peão · a6 preto peão · d6 preto peão · e6 preto peão · f6 preto cavalo · g5 branco bispo · d4 branco cavalo · e4 branco peão · f4 branco peão · c3 branco cavalo · a2 branco peão · b2 preto rainha · c2 branco peão · d2 branco rainha · g2 branco peão · h2 branco peão · a1 branco torre · e1 branco rei · f1 branco bispo · h1 branco torre | a8 preto torre · b8 preto cavalo · c8 preto bispo · e8 preto rei · f8 preto bispo · h8 preto torre · b7 preto peão · f7 preto peão · g7 preto peão · h7 preto peão · a6 preto peão · d6 preto peão · e6 preto peão · f6 preto cavalo · g5 branco bispo · d4 branco cavalo · e4 branco peão · f4 branco peão · c3 branco cavalo · a2 branco peão · b2 preto rainha · c2 branco peão · d2 branco rainha · g2 branco peão · h2 branco peão · a1 branco torre · e1 branco rei · f1 branco bispo · h1 branco torre | a8 preto torre · b8 preto cavalo · c8 preto bispo · e8 preto rei · f8 preto bispo · h8 preto torre · b7 preto peão · f7 preto peão · g7 preto peão · h7 preto peão · a6 preto peão · d6 preto peão · e6 preto peão · f6 preto cavalo · g5 branco bispo · d4 branco cavalo · e4 branco peão · f4 branco peão · c3 branco cavalo · a2 branco peão · b2 preto rainha · c2 branco peão · d2 branco rainha · g2 branco peão · h2 branco peão · a1 branco torre · e1 branco rei · f1 branco bispo · h1 branco torre | a8 preto torre · b8 preto cavalo · c8 preto bispo · e8 preto rei · f8 preto bispo · h8 preto torre · b7 preto peão · f7 preto peão · g7 preto peão · h7 preto peão · a6 preto peão · d6 preto peão · e6 preto peão · f6 preto cavalo · g5 branco bispo · d4 branco cavalo · e4 branco peão · f4 branco peão · c3 branco cavalo · a2 branco peão · b2 preto rainha · c2 branco peão · d2 branco rainha · g2 branco peão · h2 branco peão · a1 branco torre · e1 branco rei · f1 branco bispo · h1 branco torre | 1 |
|   | a | b | c | d | e | f | g | h |   |

A Variação do Peão Envenenado é uma das várias variações de abertura de xadrez, onde um peão é "envenenado", visto que sua captura pode resultar em problemas posicionais ou materiais para o enxadrista efetuando a captura. A variação mais conhecida é seguinte linha da Variação Najdorf da Defesa Siciliana:
1. e4 c5 2. Cf3 d6 3. d4 cxd4 4. Cfxd4 Cf6 5. Cc3 a6 6. Bg5 e6 7. f4 Db6. com os seguintes movimentos sendo, no geral, 8. Dd2 Dxb2, com as pretas aceitando o peão envenenado na b2, embora as brancas também possam jogar 8. Cb3 para proteger o peão.
Um dos pioneiros desta linha foi David Bronstein, que empatou na partida pelo primeiro lugar no Campeonato de Xadrez de Juniores contra Mikhail Botvinnik, 12-12. Bobby Fischer tornou-se posteriormente um proponente desta linha, utilizando-na com grande sucesso. Os jogos mais famosos nos quais a Variação Peão Envenenado foi utilizada incluem o jogo 7 e 11 do Campeonato Mundial de Xadrez de 1972, entre Fischer e Boris Spassky, em Reykjavík. Em cada um destes jogos Fischer jogou com as pretas e tomou o peão. No primeiro jogo, Fischer conseguiu obter uma confortável vantagem material, embora tenha no final obtido apenas o empate. Na segunda, Spassky supreendeu Fischer com um movimento supresa, e venceu o jogo após Fischer ter fracamente defendido contra este contra-ataque e permitindo que Spassky emprisionasse a dama de Fischer, fazendo com que este perdesse seu primeiro jogo utilizando a variação. A linha foi posteriormente utilizada com sucesso por outros jogadores, incluindo os campeões mundiais Garry Kasparov, Viswanathan Anand e Anatoly Karpov.